# Фицтум фон Экстедт, Людвиг Зигфрид
Людвиг Зигфрид Фицтум фон Экстедт (Витцтум фон Эксштедт; нем. Ludwig Siegfried Vitzthum von Eckstädt; 14 июля 1716, Дрезден — 5 декабря 1777, Дрезден) — саксонский посол в России, андреевский и александровский кавалер (1747).

## Биография
Выходец из старинной дворянской семьи, перебравшейся в Саксонию из Тюрингии. Родственник Фридриха Фицтума фон Экстедта, который также являлся послом в России (при дворе Петра Великого) и андреевским кавалером. 
Родился в 1716 году в Дрездене. Изучал право в Лейпцигском университете, где защитил диссертацию (магистра или доктора) в 1736 году, и в том же году получил придворное звание камер-юнкера. С 1741 года служил заместителем саксонского посла в Париже Иоганна Адольфа фон Лоса, в 1741 году был назначен послом в Турине, а в 1746 году — в Санкт-Петербурге. Пробыл послом в России 14 месяцев и при отъезде был награждён императрицей Елизаветой Петровной орденом Андрея Первозванного, «в комплекте» с которым производилось награждение орденом Александра Невского.
В дальнейшем был послом в Мюнхене (1749—51), затем занимал министерскую должность в Дрездене, после чего был отправлен послом в Вену (1765—68).
Скончался в 1777 году в Дрездене.

## Должности на дипломатической службе
- Заместитель посла Саксонии во Франции (1741—43)
- Посол Саксонии в Сардинском королевстве (1743—46)
- Посол Саксонии в Российской империи (1746—47)
- Посол Саксонии в Курфюршестве Бавария (1749—51)
- Посол Саксонии в Австрии (1765—68)